# Чолак, Николай Михайлович
Николай Михайлович Чолак (род. 1946) — молдавский композитор, дирижёр, музыкальный педагог.

## Биография
Родился в семье музыканта Михаила Виссарионовича Чолака.
Музыке обучался в Измаильской музыкальной школе (1953–60гг), в Одесском музыкальном училище (1960–64 гг.), затем в Кишиневском Государственном Институте Искусств имени Г. Музическу (1965–71 гг.), после чего закончил ассистентуру-стажировку Ленинградской Государственной Консерватории им. Н.А. Римского-Корсакова (1972–75 гг.). Стажировался как дирижёр в московских (1985) и одесском музыкальных ВУЗах (1988). Учился по классу дирижирования у профессоров Л. Аксеновой, Б. Милютина, И. Альтермана, Е. Кудрявцевой. Первыми педагогами, оказавшими влияние на формирование его как исполнителя, были А. Гринченко и В. Желтиков — преподаватели по классу баяна.
С 1971 г. преподает в Академии Музыки, Театра и Изобразительных Искусств (называвшейся ранее Институтом Искусств, Консерваторией, Университетом Искусств). Занимаемая должность — и.о. профессора.
Руководил студенческими хорами кафедры (1974–2006). С 1974–1987 гг. — заведующий кафедрой хорового дирижирования Института Искусств (затем название кафедры периодически менялось); с 1992–93 гг. возглавлял кафедру Измаильского пединститута.
В разные годы работал по совместительству дирижером-ассистентом Национального театра оперы и балета Республики Молдова, дирижёром-хормейстером  академической хоровой  капеллы Дойна, регентом  Измаильского  Кафедрального Покровского  собора, основатель и руководитель хора Молдавского музыкально-хорового общества.
Среди изданных сочинений композитора — Литургия / Liturghia для смешанного хора (2001), Всенощное бдение / Priveghere для смешанного хора (2005), Церковные гимны / Imnuri bisericești для смешанного хора (2008), Фортепианные пьесы / Piese pentru pian (2007), кантата для солиста баритона, хора и фортепиано Строфы из поэмы Иоанн Дамаскин (2010), Времена года / Cercul anotimpurilor для детского хора и фортепиано (2013), Хоры (2016).

## Награды и звания
Н. Чолак удостоен ряда наград за плодотворную творческую и общественную работу, в том числе: Отличник культуры МССР (1985); наградной знак Отличный работник Высшей школы СССР (1986); Почетные дипломы Министерства культуры Республики Молдова (1996, 2006), Молдавского музыкально-хорового общества (1980), Союза музыкальных деятелей (2006) и Министерства образования Республики Молдова (2010); медаль св. прп. Паисия Величковского от Православной церкви Молдовы (2011).